# Louis Dufour de Longuerue
Louis Dufour de Longuerue (ou Du Four de Longuerue), né à Charleville le 6 janvier 1651 ou 6 janvier 1652 et mort le 22 novembre 1733), est un archéologue, linguiste et historien, spécialiste de géographie ancienne.

## Biographie
Louis Du Four de Longuerue, connu comme « abbé de Longuerue », est abbé de Notre Dame de Sept-Fontaines à Fagnon (depuis 1674) et de Saint-Jean-du-Jard près de Melun (depuis 1684). 
Enfant prodige protégé de Fénelon, à son tour Longuerue encouragea l'Abbé Alary et le cartographe Jean-Baptiste Bourguignon d'Anville (1697-1782). C'est à ce dernier qu'il commanda les six cartes historiques de la Gaule et de la France destinées à accompagner sa Description historique et géographique de la France ancienne et moderne. 
Après sa mort à Paris parut le volume de Longueruana.
Son œuvre majeure est sa Description de France une des sources secondaires utilisée par Edward Gibbon pour son œuvre Histoire de la décadence et de la chute de l'Empire romain.

## Écrits
- Description historique et géographique de la France ancienne et moderne, Paris, J.-H. Pralard, 1719
- Longueruana, Berlin, 1754